# Sabrina Santamaria

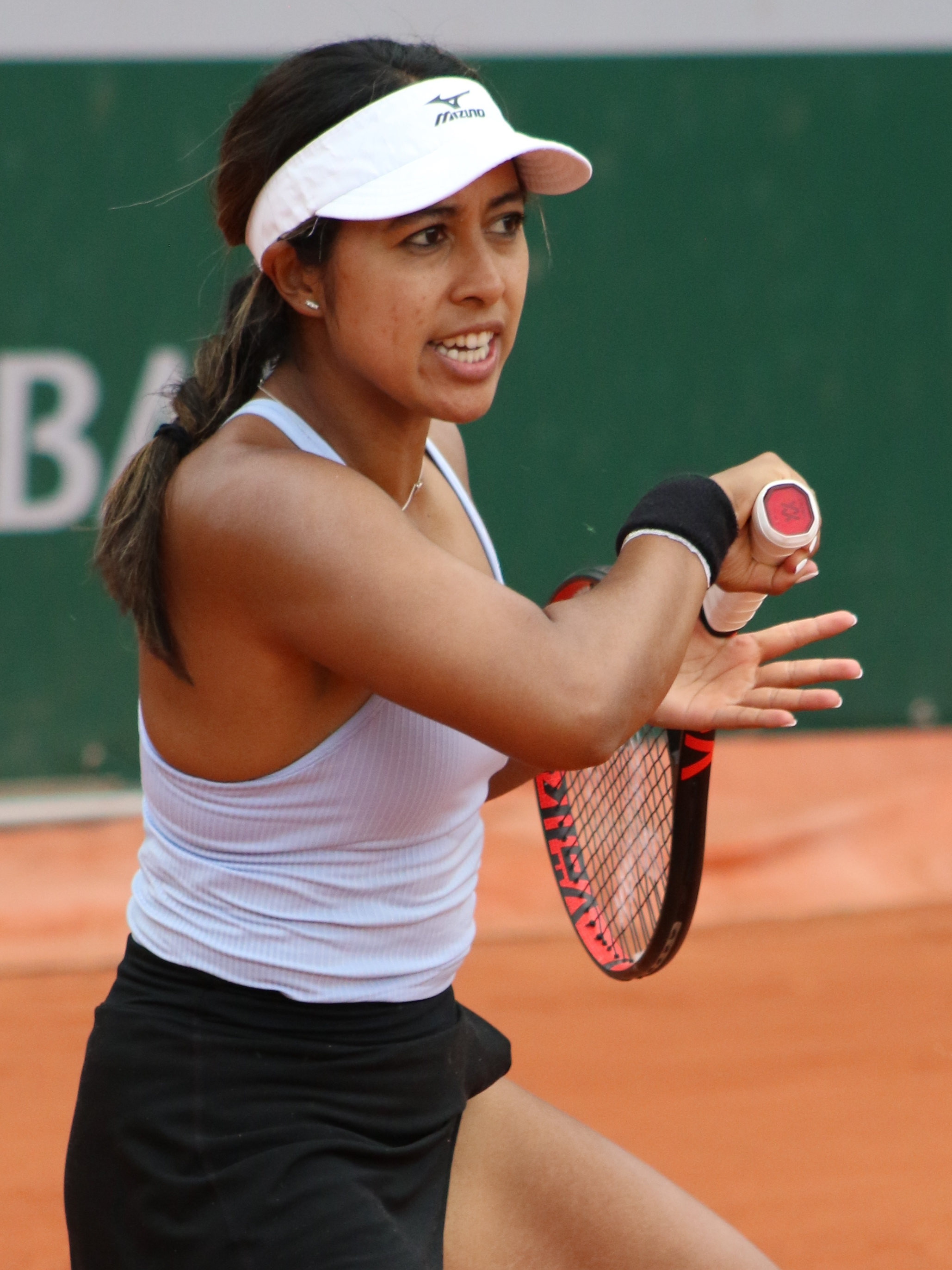
Roland Garros 2021

Sabrina Ashley Vida Santamaria (Los Angeles, 24 februari 1993) is een tennisspeelster uit de Verenigde Staten van Amerika. Santamaria begon op driejarige leeftijd met tennis. Haar favoriete ondergrond is hardcourt. Zij speelt rechtshandig en heeft een tweehandige backhand. Zij is actief in het internationale tennis sinds 2009.

## Loopbaan
In 2010 won zij het vrouwendubbelspeltoernooi van Evansville, samen met Brynn Boren. Dit was haar eerste ITF-overwinning. In 2013 kreeg Santamaria een wildcard voor het gemengd dubbelspel op het US Open, samen met Jarmere Jenkins.
In 2015 studeerde zij af aan de University of Southern California op het onderwerp Internationale relaties. In 2015 kreeg zij samen met Kaitlyn Christian een wildcard voor het vrouwendubbelspel op het US Open. Met diezelfde partner won zij enkele ITF-dubbelspeltitels en bereikte zij in maart 2018 de dubbelspelfinale van het WTA-toernooi van Acapulco. Twee weken later kwam zij binnen in de top 100 van de WTA-ranglijst in het dubbelspel. Op het WTA-toernooi van Cincinnati in augustus 2018, waar zij samen met Christian als alternate tot het hoofdtoernooi was toegelaten, bereikte zij de halve finale.
In 2019 bereikte zij twee dubbelspelfinales: op het WTA-toernooi van Istanbul samen met de Chileense Alexa Guarachi, en in Tasjkent met de Sloveense Dalila Jakupović aan haar zijde. Haar hoogste dubbelspelpositie is de 53e plaats, die zij bereikte in augustus 2019.
Ook op het WTA-toernooi van Sint-Petersburg 2021 reikte Santamaria tot de eindstrijd, terug met Kaitlyn Christian – maar ondanks een gewonnen eerste set verloren zij de finale in de match-tiebreak. Enkele weken later won zij haar eerste WTA-titel, op het dubbelspeltoernooi van Saint-Malo, ook nu met Kaitlyn Christian aan haar zijde.
In 2022 volgde haar tweede dubbelspeltitel, in Monterrey, nu geflankeerd door Catherine Harrison. In 2023 won zij haar derde in Rabat, samen met Jana Sizikova.
In 2024 won zij haar vierde dubbelspeltitel, op het WTA 125-toernooi van Mumbai aan de zijde van de Sloveense Dalila Jakupović, gevolgd door de vijfde in Makarska geflankeerd door Iryna Sjymanovitsj.
In 2025 greep Santamaria haar zesde dubbelspeltitel, op het WTA 250-toernooi van Rouen, met de Servische Aleksandra Krunić aan haar zijde.

## Posities op deWTA-ranglijst
Positie per einde seizoen:
| jaar | rang enkelspel | rang dubbelspel |
| ---- | -------------- | --------------- |
| 2010 | 951            | 831             |
| 2011 | –              | 1074            |
|      |                |                 |
| 2013 | –              | 1078            |
|      |                |                 |
| 2015 | 525            | 1033            |
| 2016 | 520            | 313             |
| 2017 | 433            | 222             |
| 2018 | 650            | 60              |
| 2019 | –              | 69              |
| 2020 | –              | 73              |
| 2021 | –              | 55              |
| 2022 | –              | 91              |
| 2023 | –              | 79              |
| 2024 | –              | 91              |

## Palmares
| Legenda                 |
| ----------------------- |
| Grandslamtoernooi       |
| Olympische Spelen       |
| Year-End Championships  |
| Premier Mandatory       |
| Premier Five / WTA 1000 |
| Premier / WTA 500       |
| International / WTA 250 |
| Challenger / WTA 125    |

### WTA-finaleplaatsen enkelspel
geen

### WTA-finaleplaatsen vrouwendubbelspel
| nr.              | finale     | toernooi            | ondergrond    | partner            | tegenstandsters                         | score            |         |
| ---------------- | ---------- | ------------------- | ------------- | ------------------ | --------------------------------------- | ---------------- | ------- |
| gewonnen finales |            |                     |               |                    |                                         |                  |         |
| 1.               | 2021-05-09 | WTA Saint-Malo      | gravel        | Kaitlyn Christian  | Hayley Carter Luisa Stefani             | 7-6, 4-6, [10-5] | details |
| 2.               | 2022-03-06 | WTA Monterrey       | hardcourt     | Catherine Harrison | Han Xinyun Jana Sizikova                | 1-6, 7-5, [10-6] | details |
| 3.               | 2023-05-26 | WTA Rabat           | gravel        | Jana Sizikova      | Lidzija Marozava Ingrid Gamarra Martins | 3-6, 6-1, [10-8] | details |
| 4.               | 2024-02-11 | WTA Mumbai          | hardcourt     | Dalila Jakupović   | Arianne Hartono Prarthana Thombare      | 6-4, 6-3         | details |
| 5.               | 2024-06-08 | WTA Makarska        | gravel        | Iryna Sjymanovitsj | Nao Hibino Oksana Kalasjnikova          | 6-4, 3-6, [10-6] | details |
| 6.               | 2025-04-20 | WTA Rouen           | gravel (i)    | Aleksandra Krunić  | Irina Chromatsjova Linda Nosková        | 6-0, 6-4         | details |
| verloren finales |            |                     |               |                    |                                         |                  |         |
| 1.               | 2018-03-03 | WTA Acapulco        | hardcourt     | Kaitlyn Christian  | Tatjana Maria Heather Watson            | 5-7, 6-2, [2-10] | details |
| 2.               | 2019-04-28 | WTA Istanbul        | gravel        | Alexa Guarachi     | Tímea Babos Kristina Mladenovic         | 1-6, 0-6         | details |
| 3.               | 2019-09-28 | WTA Tasjkent        | hardcourt     | Dalila Jakupović   | Hayley Carter Luisa Stefani             | 3-6, 6-7         | details |
| 4.               | 2021-03-21 | WTA Sint-Petersburg | hardcourt (i) | Kaitlyn Christian  | Nadija Kitsjenok Raluca Olaru           | 6-2, 3-6, [8-10] | details |
| 5.               | 2022-09-25 | WTA Seoel           | hardcourt     | Asia Muhammad      | Kristina Mladenovic Yanina Wickmayer    | 3-6, 2-6         | details |
| 6.               | 2023-10-28 | WTA Tampico         | hardcourt     | Heather Watson     | Kamilla Rachimova Anastasija Tichonova  | 6-7, 2-6         | details |
| 7.               | 2024-09-06 | WTA Guadalajara     | hardcourt     | Angelica Moratelli | Katarzyna Piter Fanny Stollár           | 4-6, 5-7         | details |
| 8.               | 2025-01-05 | WTA Auckland        | hardcourt     | Aleksandra Krunić  | Jiang Xinyu Wu Fang-hsien               | 3-6, 4-6         | details |
| 9.               | 2025-05-17 | WTA Parma           | gravel        | Tang Qianhui       | Jesika Malečková Miriam Škoch           | 2-6, 0-6         | details |

## Resultaten grandslamtoernooien
| Legenda | Legenda                          |
| ------- | -------------------------------- |
| g.t.    | geen toernooi gehouden           |
| l.c.    | lagere categorie                 |
| –       | niet deelgenomen                 |
| G       | uitgeschakeld in de groepsfase   |
| 1R      | uitgeschakeld in de eerste ronde |
| 2R      | uitgeschakeld in de tweede ronde |
| 3R      | uitgeschakeld in de derde ronde  |
| 4R      | uitgeschakeld in de vierde ronde |
| KF      | uitgeschakeld in de kwartfinale  |
| HF      | uitgeschakeld in de halve finale |
| F       | de finale verloren               |
| W       | het toernooi gewonnen            |
| w-v     | winst/verlies-balans             |

### Enkelspel
geen deelname

### Vrouwendubbelspel
| toernooi        | 2015 |    | 2018 | 2019 | 2020 | 2021 | 2022 | 2023 | 2024 | 2025 |
| --------------- | ---- | -- | ---- | ---- | ---- | ---- | ---- | ---- | ---- | ---- |
| Australian Open | –    | –  | 2R   | 2R   | 1R   | 1R   | 2R   | 1R   | 2R   |      |
| Roland Garros   | –    | –  | 2R   | 2R   | 1R   | 1R   | 1R   | 1R   |      |      |
| Wimbledon       | –    | –  | 1R   | g.t. | 2R   | 2R   | 1R   | –    |      |      |
| US Open         | 1R   | 2R | 2R   | 1R   | 2R   | 2R   | 1R   | 1R   |      |      |

### Gemengd dubbelspel
| Australian Open | –  | –  | –  |
| Roland Garros   | –  | –  | –  |
| Wimbledon       | –  | 1R | 1R |
| US Open         | 1R | –  | 1R |